# Megalopus szantoi
Megalopus szantoi es una especie de coleóptero de la familia Megalopodidae.

## Distribución geográfica
Habita en Colombia.